# スウェット族
スウェット族（スウェットぞく）とは、上下同色のスウェット素材の衣料をセットアップで着こなすファッションを指す。あるいは、スウェット衣料で街を徘徊する人を指すファッションに関するスラングでもある。

## 概要
スウェット族という名称が誕生した時期は2000年代前期と考えられる。スウェット衣料は特にヒップホップ系ファッションにおいてよく用いられており、B系でも裏原系でもスウェット衣料が一世を風靡していた。しかし、同時にこれらのファッションがいわゆる「バッドボーイファッション」に位置付けされる傾向もあり、あるいは前述のB系・裏原系ファッションの様に同じスウェット素材を用いた衣料であってもデザイン性の高い刺繍やプリントを施してあるのに対し、不良少年少女が好んだスウェット衣料は無地及びそれに準ずるものを上下で着用していた。
スウェット素材を用いた衣料は伸縮・吸汗・防寒という機能性の面では十分なものであり、その為日本では作業着や寝間着などによく用いられている服装であった。日本では寝間着のまま外出する行為や、そのファッション性について批判の対象となっていた為「服装の乱れ」についてしばしば物議を醸すことも多々あった。

## スウェット族登場以前の類似ファッション

### 1980年代
スウェット族登場以前に日本の少年少女が深夜徘徊をする際のファッションとして流行したのが「パジャマ」であった。当時はヤンキーブームであり、あるいはトレンディドラマなどでパジャマ姿で外出するシーンが見受けられるなどの影響から、少年少女達が好んでパジャマを着用した。また、ミッキーマウス、ドナルドダックなどのキャラクターグッズとしてパジャマが登場するなどパジャマにも高いファッション性が求められるようになったことがパジャマでの外出が多くなったことに繋がったともいえる。

### 1990年代
ヤンキー系ファッションからギャル男に変移する過程の中で「チーマー」というものが登場した。このチーマーはファッションがヤンキーと比較して一画していた為に、ヤンキーファッションが次第に淘汰されるようになってくる。一般的なファッションもバブル期までのモードやトラッドからストリートファッションに変移していく過程であったことも加味し、チーマーからカラーギャングなどが派生し、アメリカのヒップホップ系ファッションをイメージしたものが登場していった。この変化に影響され、ヤンキー系ファッションでもスポーツ用品メーカーのジャージが特に好んで着用されるようになった。この当時のジャージは一般的に知られているジャージー素材のものではなく、ナイロンやポリエステル製の平織りで薄い生地だった為、その摩擦音が大変目立つものであった（※：正式には「ウインドブレーカー」である）。したがって、その擬音から由来して、当時これらの服装をする人を「シャカシャカジャージ軍団」「シャカシャカ族」などと呼ばれていた。好まれたブランドとしてはイタリアのKappaや、当時は創業してまだ間もなかったFUBUなどが挙げられる。

## スウェット族の登場
2000年代に入って、ウィンドブレーカーからスウェットに変移していく。特にB系ファッションが圧倒的な流行を示すようになり、それにしたがって男子の間ではスウェットが標準的な外出用の衣料となった。ただし、この時期の女子の間ではヤンキーが減っておりそのほとんどがギャルに転化したことで女子の深夜徘徊ファッションは一般的なギャル服、あるいは甚平であった。

### キグルミン
2004年にギャル系女子の間で着ぐるみを着用する「キグルミン」というスタイルのファッションが流行した。この着ぐるみはピカチュウやケロロ軍曹などのキャラクターの柔らかい素材の着ぐるみで、下着以外はこれだけを身に纏って街を徘徊した。この着ぐるみは当初は部屋着として考えられたものであったが、渋谷を中心に着ぐるみで外出するギャルが登場したことから、全国で同様のファッションをする女性が登場した。また、着ぐるみが109系のファッションビル以外にドン・キホーテなどの若者が好むディスカウントストアに商品を置かれたことも相まって、非常に流行した。しかし、都心部から次第に廃れていき、一部の地区を除いて2004年にこの流行はなくなった。ただし、この現象は女子が部屋着とも寝間着とも取れないようなファッションで外出したり深夜徘徊することに抵抗を薄れさせるには非常に効果が高かったと言える。

### 女子のスウェット族
キグルミンの流行が廃れた後、2004年ないし2005年頃よりギャルやそれに準ずる女性がスウェット衣料の上下セットアップで街を徘徊することが多く見受けられるようになる。特にPLAYBOYとUNIQLOのブランドのスウェットがこれらの女子に好まれ、PLAYBOYに関しては当時109に入っていたファッションブランドとしてPLAYBOYがあった為、同ブランドのスウェットが爆発的に売れた。また、このスウェット衣料は着ぐるみブームの後にドン・キホーテで販売された。色は無地のグレーや黒、紺が人気が高かった。

## スウェット族衰退後の類似ファッション
その後、スウェット族は2006年頃まで大流行したものの、再びジャージー素材のセットアップが流行しはじめる。以前のジャージ流行と根本的に違うのが、その傾向が女性に集中している点であり、男性も一部ではジャージ族が見受けられるものの女性のそれと比較すると圧倒的に数が少数であった。

### 第2期ジャージ族
2007年頃から現在にかけて女子高生・女子中学生を発端に流行し始める。主にPUMAとアディダス、ナイキなどのスポーツメーカーのジャージが流行し、特に紺地にピンクのラインが入っているものが好まれる傾向にある。また、限定的にPUMAのジャージを着用する女性のことを「プージャ族」と呼ばれ、これに健康サンダルが定番のファッションとなっている。